# 백기완
백기완(白基琓, 1932년 1월 24일~2021년 2월 15일)은 대한민국의 시문학가 겸 소설가이며 시민사회운동가, 통일운동가로, 정치인이자 작가이다.
1964년 한일회담 반대운동에 참여한 이래 반독재 민주화운동과 통일운동, 노동운동 등에 참여하였다. "장산곶매 이야기", "우리 겨레 위대한 이야기" 등을 써 왕성한 저술 활동을 하기도 했다. 1987년의 제13대와 1992년의 제14대 대통령 선거에 무소속 후보로 출마해 중도사퇴하거나 낙선하기도 했다.

## 생애

### 정치 운동
백기완은 황해도 은률군 장련면 동부리에서 태어났다. 1946년 황해도 일도초등학교를 졸업했고 해방 이후 월남했다. 백기완은 초등학교 이외의 정규교육과정은 거치지 않았지만, 독학으로 공부하였다. 실향민 출신으로 일찍이 통일문제에 눈을 떠서 1964년 한일협정 반대운동에 참여하였고, 1967년 백범사상연구소를 설립하여 백범 사상 연구와 보급에 힘썼고, 이와 함께 민주화 운동에도 뛰어들었다. 1973년 유신헌법 개정 청원운동을 펼치다 긴급조치위반으로 옥고를 치렀다.
1975년 9월에는 양일동, 김동길과 함께 장준하 장례식을 주관하고 추도사를 낭독하였다.
이후 1979년에 YMCA 위장결혼식 사건으로 체포되어, 계엄법을 위반했다는 이유로 구속되어 징역형을 선고 받아 복역하다가 1981년에 3·1절 특사로 석방되었다. 1983년부터 1988년까지 민족통일민중운동연합 부의장을 지냈다.
1987년 대통령 선거에 재야 운동권의 일부인 "제헌의회파" 그룹의 추대로 독자 민중후보로 대통령 선거에 출마하였다. 대선후보직을 양보하여 군정종식을 위한 김영삼 김대중 양김씨의 후보단일화를 호소하며 사퇴하였다. 그러나 1987년 9월 김영삼과 김대중은 후보단일화 협상에서 이견차이를 좁히지 못하고 결렬, 노태우가 36%의 득표율로 당선됐다. 선거에서 군사정권이 연장되자, 실망한 그는 제도권 정치권과 타협해야 된다는 의견도 있었으나 보수야당과 결별하였다. 1992년 독자 민중후보로 재야운동권의 추대를 받아 다시 12월 대통령선거에 출마하였다. 2번의 대선 모두 별도의 정당이 없이 대통령 선거에 출마하여, 특별히 백기완선거대책운동본부 약칭 백선본이 구성되기도 했다. 대통령 선거에서 낙선한 뒤 정치 일선에서는 물러났다.

### 시민 사회 운동
이후에는 정치일선에서 물러났지만 자신이 설립한 통일문제연구소를 맡아 재야에서 계속 통일운동과 진보적 노동운동에 관여, 진력했다. 한편, 독학으로 쌓은 해박한 지식으로 창작활동에도 힘써 《장산곶매 이야기》, 《부심이의 엄마생각》등의 소설과 수필집을 펴내기도 하였다.
이후 장준하선생 암살진상규명위원회 공동대표, 민족문화대학설립위원회 대표 등을 역임하였고, 1996년 고 장준하선생 21주기추도식 준비위원회 공동대표에 선출되었다. 1999년 11월 계간잡지 《노나메기》지를 창간하여 발행인이 되었다.

### 2000년대 이후
2000년대 이후에도 그는 계속 시민사회 운동에 동참하였고, 2000년 5월에는 한양대학교 겸임 교수로 임용되었다.

### 일화
백기완은 각별한 화법으로 대통령선거의 선거연설 녹화 때도 한번의 중단없이 주어진 시간을 채워 방송국 관계자들을 경탄시킨 일화가 있다. 2002년 한일 월드컵 당시에는 파주 대표팀 트레이닝센터(NFC)에서 축구협회의 요청으로 대표선수들에게 강연을 하면서 인연을 맺게 됐다. 히딩크는 어깨동무를 한 채 포즈를 취하는 등 남다른 정을 표했다. 허진 대표팀 미디어담당관은 짧은 만남이었던데다 강연내용도 알아 들을 수 없었지만 그의 열정적인 강연 모습, 한복차림의 독특한 카리스마, 통일운동에 헌신한 이력 등에 깊은 인상을 받았고 출국에 앞서 꼭 한번 다시 만나고 싶어했다고 한다. 결국 히딩크 감독이 바쁜 일정 탓에 백 소장을 만날 시간을 잡지 못해 친필로 서명한 서신으로 마음을 대신하려 했지만 히딩크 감독이 자신을 만나기 원한다는 소식을 들은 백 소장이 이날 공항으로 나오면서 둘의 만남은 성사됐고 이 자리에서 히딩크 감독은 통역을 통해 "선수들에게 좋은 메시지를 전해 줘 고맙다. 당신을 보면 `한국사람'을 만나는 듯 하다"고 전했고 백 소장은 "사람은 만났다 헤어지지만 뜻과 뜻은 헤어지는게 아니라 역사와 함께 나아가는 것"이라며 화답했다. 신학자 정승우박사에 의하면 백기완은 대중연설에서 "나는 기독교인들이 생각하는 기생오라비처럼 곱상한 예수는 당최 마음에 들지 않아. 내 생각에 그건 잘못된 그림이야. 예수는 노동자였어. 예수의 직업이 목수가 아니라서. 노동으로 단련된 몸을 가지고 있었을 거야. 그리고 예수는 부당한 사회질서에 대항한 깡따구 있는 인물이었다구."라고 말함으로써 지배질서와 결탁함으로써 역사적 예수와 멀어진 기독교를 비평하였다. 또한 2009년 겨울 서울역광장에서 치러진 용산참사 희생자들의 노제에서 연설가로 초대받아 "용산참사가 아니라 용산학살이야"라고 외쳤다.

## 저서 및 작품

### 저서
- 《사랑도 명예도 이름도 남김없이[6]》, 2009년
- 《부심이의 엄마생각》, 2005년
- 《백기완의 통일이야기》, 2003년
- 《벼랑을 거머쥔 솔뿌리여》, 1999년
- 《장산곶매 이야기》, 1993년
- 《자주고름 입에 물고 옥색치마 휘날리며》
- 《벼랑을 거머쥔 솔뿌리여》
- 《이심이 이야기》
- 《우리 겨레 위대한 이야기》
- 《그들이 대통령이 되면 누가 백성노릇을 할까》
- 《나도 한때 사랑을 해본 놈 아니요》
- 《버선발 이야기》, 2019년

### 논설 및 편저
- 《항일 민족론》
- 《통일이냐 반통일이냐》
- 《백범어록》 (김구 저, 편저)

### 시집
- 이제 때는 왔다
- 젊은 날
- 백두산 천지
- 아! 나에게도

### 기타
- 대륙, 영화 시나리오
- 단돈 만원, 영화 시나리오
- 쾌지나 칭칭 나네, 영화 시나리오

## 기타
그가 지은 시 '묏비나리'에 나오는 '사랑도 명예도 이름도 남김없이 한평생 나가자던 뜨거운 맹세'를 가사로 한 가곡 임을 위한 행진곡은 5.18 광주 민주화 운동 당시 사망한 윤상원과 78년 노동운동 중 사망한 박기순의 영혼결혼식에 연주된 후 널리 알려지게 되었다. 이후 1980년대와 1990년대의 학생,노동운동의 대표 애창곡이 되었다.

## 가족 관계
- 부인 : 김정숙 여사, 초등학교 교사 역임
  - 장녀 : 백원담, 교육자, 성공회대 중어중국학과 전임교수
  - 아들 : 백일, 울산관학대학교 융복합유통플랫폼학과 학과장
  - 차녀 : 백미담, 화가
  - 삼녀 : 백현담

## 같이 보기
- 임을 위한 행진곡
- 광주 민주화 운동
- 백기완선거대책본부
- 청년진보당
- 계훈제
- 김동길
- 김영삼
- 김대중
- 노무현
- 문익환
- 문동환
- 김영규
- 금민
- 민중 민주
- 공덕귀
- 이태영
- 전태일
- 윤보선
- 장면
- 장준하
- 함석헌
- 이재오
- 이우정
- 양일동
- 오세철
- 오종렬
- 김수행
- 함세웅

## 역대 선거 결과
|  | 1.73% |

|  | 1.85% |

|  | 0.00% |

|  | 1.00% |